# 52285 Kakurinji
52285 Kakurinji este un asteroid din centura principală de asteroizi.

## Descriere
52285 Kakurinji este un asteroid din centura principală de asteroizi. A fost descoperit pe 30 iulie 1990 la Geisei de Tsutomu Seki. Asteroidul prezintă o orbită caracterizată de o semiaxă mare de 2,40 ua, o excentricitate de 0,24 și o înclinație de 3,1° în raport cu ecliptica.